# Ageneiosus ucayalensis
Ageneiosus ucayalensis — вид сомів родини Auchenipteridae.
Тропічний прісноводний вид риб. Зустрічається в Південній Америці: басейни Амазонки та Ориноко, річки Гвіани, верхня частина басейну Парани. Тримається на тихих заболочених ділянках або в нижній течії річок.
Пелагічний хижий вид. Плаває близько до дна, харчується переважно рибою.